# Susanna Perwich
Susanna Perwich, född 1636, död 1661, var en engelsk musiker och kompositör. Hon var ledare av skolorkestern i hennes föräldrars flickskola och spelade luta, harpa och violin. Hon var berömd under sin samtid och blev föremål för en biografi direkt efter sin död. 